# Karsten Hansen
Karsten Hansen (29 settembre 1926 – 7 agosto 2009) è stato un calciatore norvegese, di ruolo centrocampista.

## Carriera

### Club
Hansen giocò con la maglia dello Sparta Sarpsborg.

### Nazionale
Conta 3 presenze per la Norvegia. Esordì il 15 agosto 1950, quando fu schierato in campo nella sfida pareggiata per 2-2 contro il Lussemburgo.

## Palmarès

### Club

#### Competizioni nazionali
- Coppa di Norvegia: 1

Sparta Sarpsborg: 1952